# Air Transat
A Air Transat é uma empresa canadense de baixo custo com sede em Montreal, Quebec, operando voos regulares e charter, atendendo a 60 destinos em 26 países. A companhia aérea pertence e é operada pela Transat A.T. Inc.

## Frota Aérea

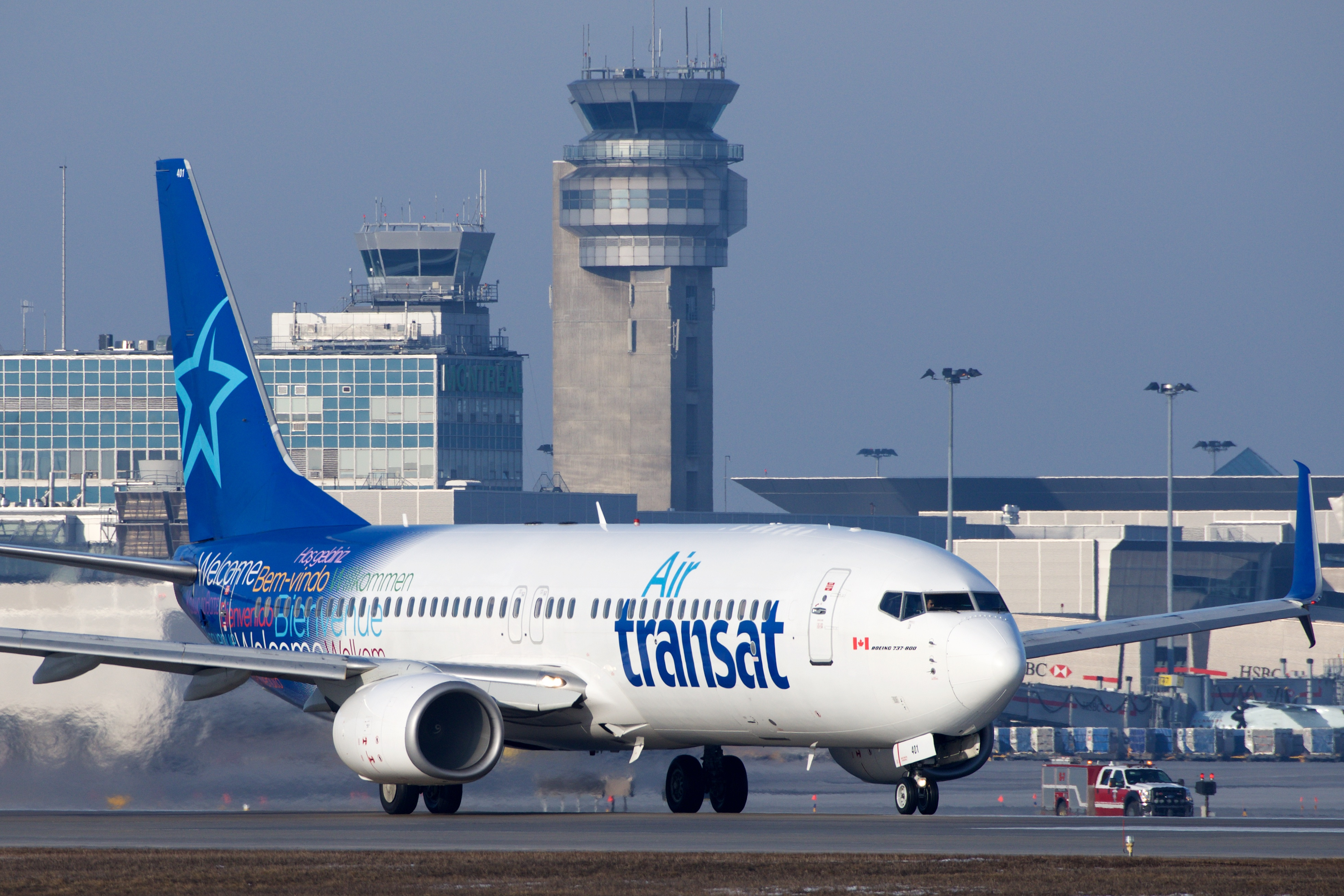
Boeing 737-800 da Air Transat.

A frota da Air Transat consiste nos seguintes aviões (2022):
| Tipo de avião   | Quantidade | Encomendas | Assentos | Notas                                                                                    |
| --------------- | ---------- | ---------- | -------- | ---------------------------------------------------------------------------------------- |
| Airbus A310-300 | 7          |            | 250      | Para ser substituído por Airbus A321LR                                                   |
| Airbus A320-200 | 2          |            | 180      | Todos Arrendados á Condor                                                                |
| Airbus A321-200 | 2          |            | 220      |                                                                                          |
| Airbus A321LR   | 10         | 2          | 200      | Alugados á AerCap a partir de 2019. Para substituir o Airbus A310-300 e Boeings 737-800. |
| Airbus A330-200 | 16         | 2          | 345      |                                                                                          |
| Airbus A330-300 | 4          |            | 375      |                                                                                          |
| Boeing 737-800  | 5          |            | 189      | Para ser substituído por Airbus A321LR                                                   |
| TOTAL:          | 36         | 14         |          |                                                                                          |